# مثل بهشت درد می‌کند
«مثل بهشت درد می‌کند» تک‌آهنگی از گروه موسیقی آلترنتیو راک کلدپلی است که در سال ۲۰۱۲ میلادی منتشر شد. این تک‌آهنگ در آلبوم مایلو زایلوتو قرار داشت.